# Fábrica de armas de Trubia
La Fábrica de Armas de Trubia es una fábrica española propiedad del Ministerio de Defensa que tiene concedido hasta 2031 el uso de la mayor parte de las instalaciones a la empresa Santa Bárbara Sistemas, una filial de General Dynamics especializada en fabricar obuses y carrocerías. Otra parte, el Taller de Municiones, está concedido a Rheinmetall Expal Munitions (antigua Expal).

## Historia

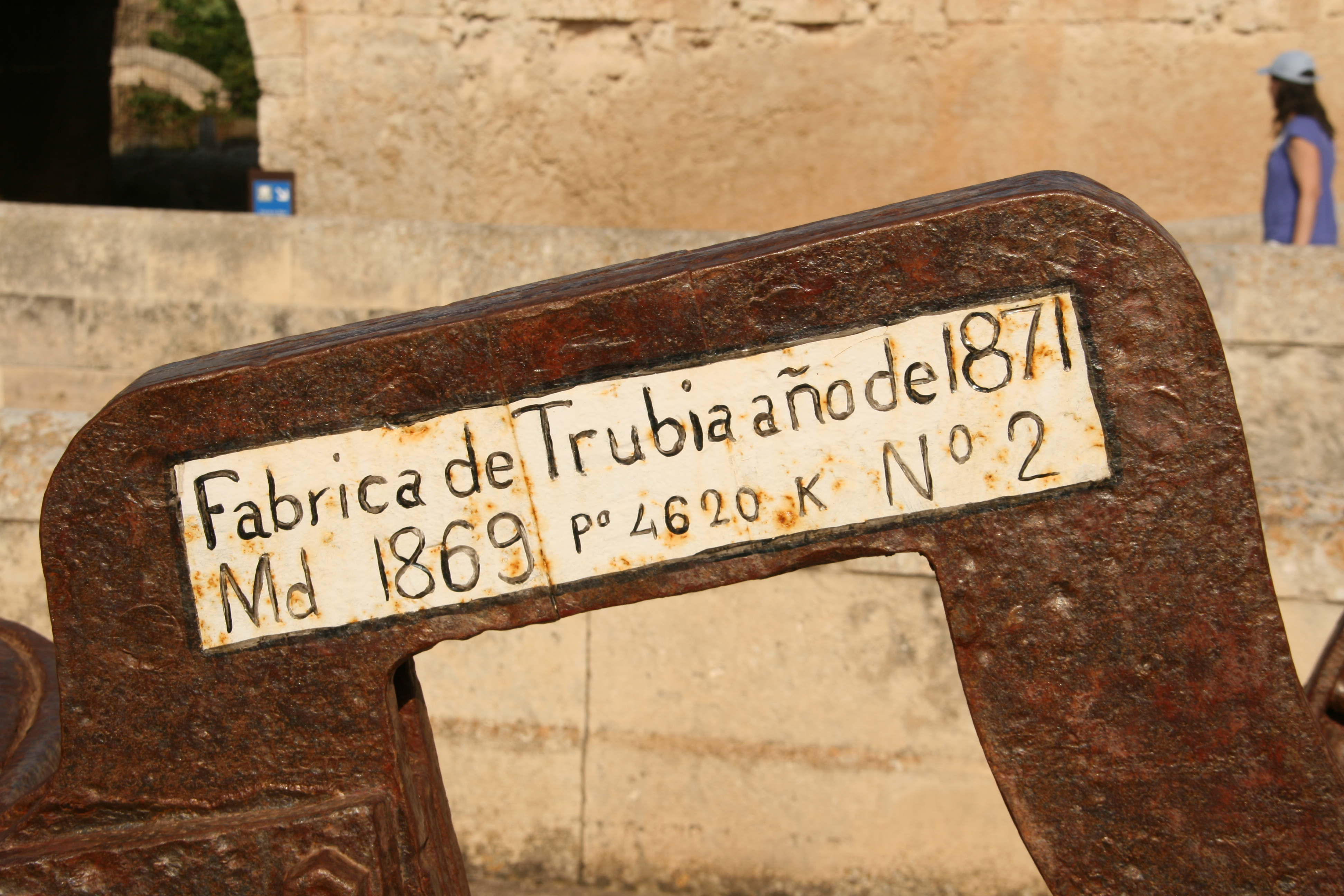
Placa correspondiente a un trinquival fabricado en 1871 en Trubia (tenía por objeto transportar piezas de artillería pesadas y voluminosas). Está situado en la fortaleza de Isabel II o de La Mola, en Menorca.

A finales del siglo XVIII, España declaró la guerra a la Francia revolucionaria, que había ejecutado a su rey, Luis XVI. La guerra discurrió de forma desastrosa para España, que se vio obligada a firmar la Paz de Basilea el 22 de julio de 1795. El gobierno de España temió perder los territorios próximos a la frontera francesa. Las fábricas navarras de Eugui y Orbaiceta habían sido asediadas y asaltadas. El Gobierno encargó la localización de un lugar alejado de la frontera, eligiendo en Asturias aquel en el que se podía instalar una industria militar con el objetivo de atender las necesidades de material bélico del Ejército español y de la Armada Real, y suplir así las deficiencias que presentaban otros establecimientos por su proximidad a la frontera pirenaica. 

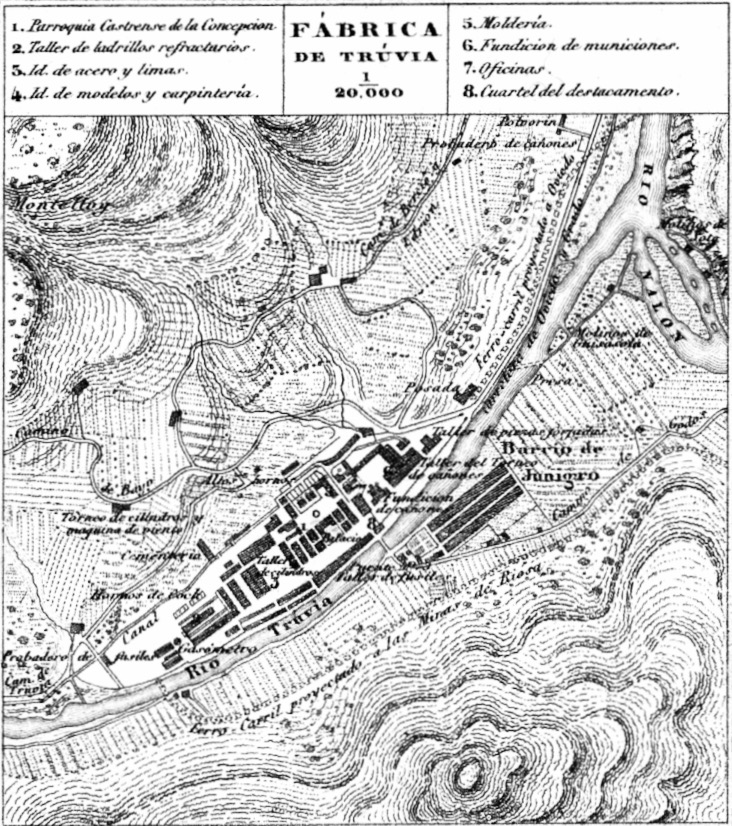
Mapa de la fábrica de armas de Trubia realizado por el ingeniero Francisco Coello de Portugal y Quesada en 1870.

En 1794 se decidió instalar esa factoría en un paraje donde no estuviesen distantes los yacimientos de aquellas materias primas a utilizar, como eran la madera, hierro y carbón, «el punto de unión de río Trubia con el Nalón, en las inmediaciones de Udrión». Esta operación supuso desplazar miles de personas desde Placencia de las Armas o Éibar (Guipúzcoa) a Asturias, no solamente operarios, si no que se trasladaron con sus familias. Que se distribuirían por oficios no solamente en Trubia, también en otros municipios, la producción se llevaba a Trubia donde se montaban las piezas y se construían las armas.
El paraje elegido para la instalación de la empresa era el idóneo, el cerrado valle ayudaba a la defensa de la empresa con pocos militares, al tiempo que la cercanía de los dos ríos hacía propicia la utilización de agua sin ningún tipo de restricción ni problema de acarreamiento. La cercanía de numerosos bosques también favoreció la elección ya que de esta forma se garantizaba la materia prima para la obtención de carbón de coque.
La creación de esta factoría no solo supuso que Trubia se situara durante décadas a la cabeza de la industria en Asturias y en algunos ámbitos también a nivel europeo, sino que supuso asimismo el crecimiento de la localidad y la creación de insignes edificios, muchos de ellos aún en pie y símbolo del poder económico que en su día reinó en una localidad cuya decadencia comenzó allá por los años cincuenta.
La fábrica de armas cuya fachada principal, con su portería, se ha convertido en punto referencia indiscutible para la localidad. Por sus alrededores han pasado miles de empleados, militares y gentes de toda alcurnia.

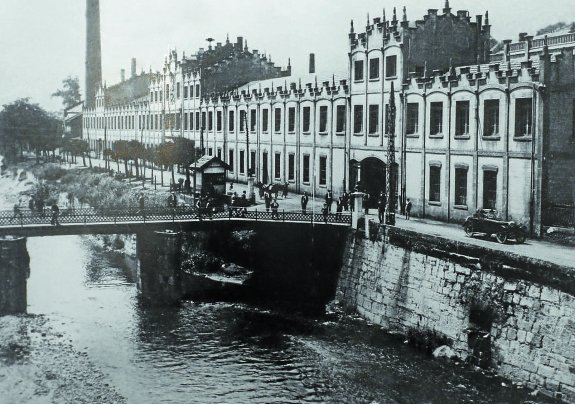
Fábrica de Armas de Trubia hacia 1920.

La Fábrica de Trubia, merced a que fue designado su director el coronel Antonio de Elorza, militar que se había formado en la Academia del Cuerpo en Palma de Mallorca, perseguido por Fernando VII, motivo por el que se vio obligado a emigrar, viajando por toda Europa y parándose precisamente en aquellos países que eran punteros en los métodos industriales, las acerías en Bélgica, en Alemania, en  el Reino Unido, hicieron de él uno de los más capacitados ingenieros, y por ello, dirigiendo la fábrica de Trubia, acabaría creando en 1850 la que fue primera Escuela de Artes y Oficios, la famosa Escuela de Aprendices para que los hijos de los trabajadores se formasen en aquellos oficios que precisaría la factoría en años sucesivos. De 1878 data el primer cañón de 15 cm de acero fundido de Trubia y construido con materiales íntegramente españoles, obra de Fernando Álvarez de Sotomayor.

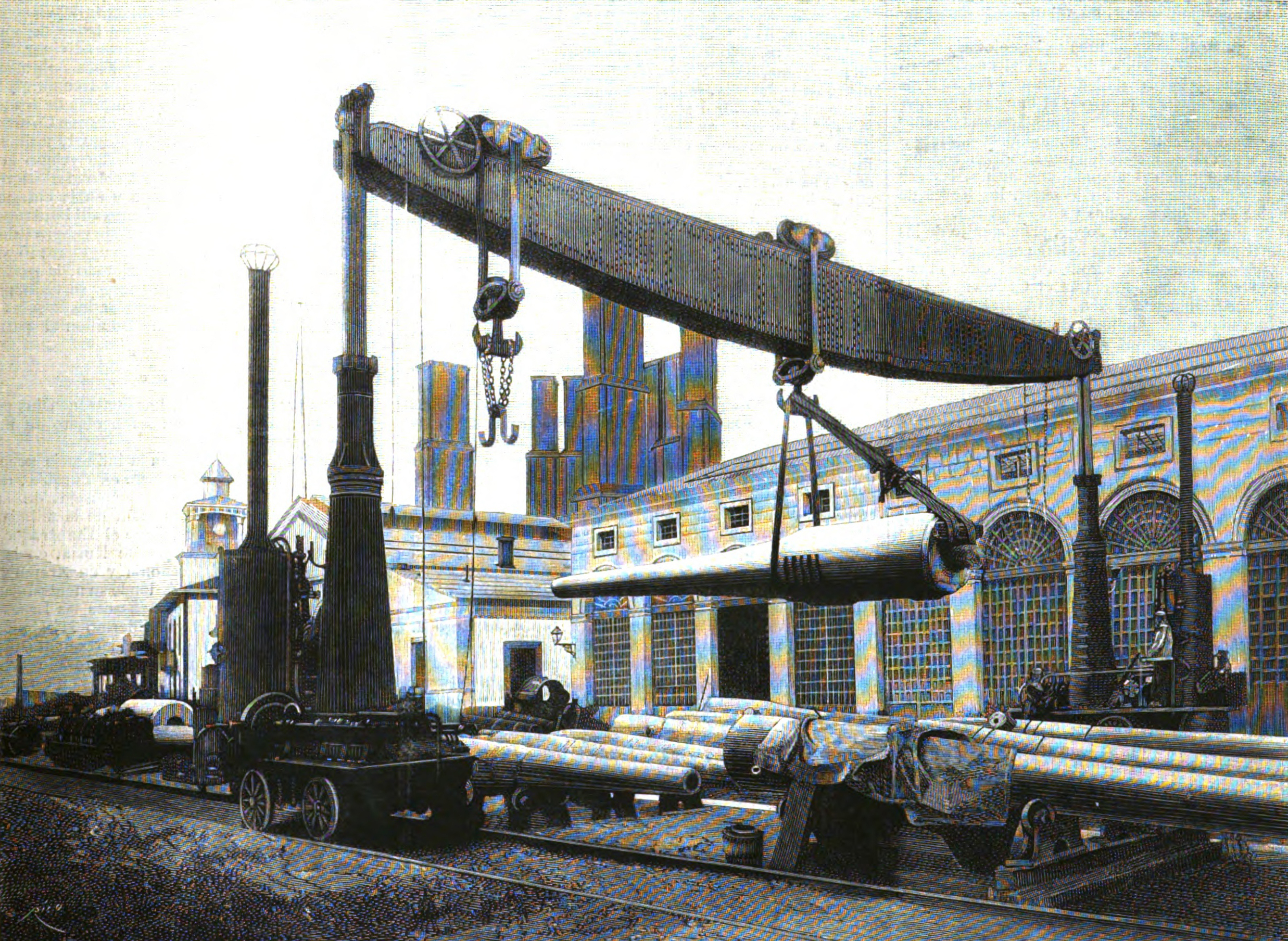
Maniobra de montar en el «truck» de transporte los cañones de 32 y de 28 centímetros, con destino al acorazado «Pelayo» (La Ilustración Española y Americana, noviembre de 1889)

Trubia se convirtió así en un pueblo muy distinto de los del resto de España, pues en pleno siglo XIX, contaba con teatro, casino, escuela de idiomas, coral polifónica y banda de música. Las más de 120 promociones de alumnos de esta escuela (después copiada en otras ciudades), propiciaron que de sus aulas saliesen más de 4000 alumnos con formación teórico-práctica, que desperdigados por toda la geografía nacional y extranjera, fueron disputadísimos profesionales que alcanzaron muchos de ellos altos cargos en las industrias que les dieron acogida, debido a la formación que recibían los alumnos de aquella escuela.
La Primera Guerra Mundial (1914-1918) le dio un nuevo impulso, con la consiguiente erección de nuevos talleres, edificios administrativos; se ubicaron en el barrio del Soto las viviendas de la jefatura, el casino y la iglesia y un pequeño parque. Tras la Primera Guerra Mundial y la evolución de la guerra del Rif, España puso en marcha un programa de carros ligeros propios tras probar los Renault FT-17 franceses y algún Fiat 3000 italiano. El Carro Ligero Trubia fue la apuesta española, desarrollado y producido enteramente en la fábrica de armas asturiana. Fue la mejor época de Trubia; en los años cincuenta, esta se sumergió en una tozuda decadencia, que aún hoy continúa. Desde entonces, la Fábrica de Armas de Trubia conoció ampliaciones y reformas; pese a ello, es interesante como arquitectura de los albores del siglo XX.
En el marco de los actos de venganza y purga que sucedieron tras la toma militar de Asturias por parte de los sublevados durante la guerra civil, a las siete de la mañana del 14 de noviembre de 1937, fueron fusilados todos los oficiales de artillería que estaban al mando de la fábrica de Trubia: su director, comandante militar de Trubia, coronel José Franco Mussió; el comandante Manuel Espiñeira Cornide; los capitanes Ernesto González-Reguerín Suárez-Cantón, Ignacio Cuartero Larrea, Hilario Sanz de Cenzano y Pinillos, José Bonet Molina y Luis de la Revilla y de la Fuente; y el teniente Luis Alau y Gómez Acebo.[cita requerida]